# Велика Госпојина
Велика Госпојина или Успење Пресвете Богородице, или Међудневница, је један од највећих хришћанских празника. Један је од пет Богородичиних празника, који су црвено слово (велики празник) у црквеном календару. Последњи је велики празник црквене године, која почиње 1. септембра, а завршава крајем августа.  Овај празник успомена је на смрт Богородице и, према црквеном предању, дан када се она вазнела на небеса и „предала свој дух у руке Спаситеља“. Успење Пресвете Богородице спада у ред Богородичних празника. Српска православна црква и остале православне цркве које користе јулијански календар га славе 28. августа, односно 15. августа по грегоријанском календару, када се завршава и пост који траје 14 дана.
Предање каже да је Богородица живела 60 година, према неким изворима 72, да је надживела свога сина и као сведок многих славних догађања, наставила његову мисију.

## Живопис
Сцена Успења Богородице обавезан је мотив у православном фреско-сликарству, јер је за живот и смрт Богомајке везан смисао хришћанске вере и молитве. Успење Богородице слика се на западним зидовима православних цркава. У српском манастиру Сопоћани, задужбини Немањића из 13. века, осликана је једна од најлепших представа Успења, са Христом који у наручју држи новорођену душу Богомајке, загледан у њено тело на одру. У сцени која приказује овај празник, често се слика и јеврејски свештеник Атоније, противник хришћанства, који је намеравао да преврне мртво тело Богородице на одру, па му је архангел Михаило невидљивим мачем одсекао руке, које су остале да висе на одру. Атоније се за свиј грех покајао, од Христа је добио исцељење, примио је хришћанство, због чега је убијен од својих бивших једновераца.

## Историја
Успење Пресвете Богородице се празнује од 4. века. Празновање је настало одвајањем од ранијег јединственог и јединог саборног празника Богородице, који је празнован дан након Божића - Сабора Пресвете Богородице. Као самостални празник почео је да се прославља у Јерусалиму током 6. века.
Празновање Успења Богородице установљено је 528. године по жељи цара Маврикија који је 15. августа (према јулијанском календару) победио Персијанце. Од тог датума сви хришћани славе овај празник. Најстарије сведочанство о овом празнику је у беседи јерусалимског патријарха Модеста из 7. века. Један век касније налазимо три беседе Светог Андреја Критског и три беседе Светог Јована Дамаскина на празник Успења. Јерусалимска црква празник прославља на гробу Богордодице у Гетсиманском врту.
Догађаји везани за Богородичину смрт нису сачувани у канонским новозаветним списима (у Новом Завету), него у апокрифном спису Дела Јованова. Тим описима је надахнута готово целокупни химнопис празника. По Делима Јовановим, пред смрт јој се јавио архангел Гаврило и објавио јој да ће ускоро напустити овај свет. Након што је Богородица све апостоле благословила, упокојила се. Јеврејин Јефоније напада њен одар, али му ангел Господњи огњеним мачем одсеца руке, које му бивају поново припојене телу након његовог покајања. Тело је погребено у Гетсиманији, да би трећи дан било узнето на небеса. Приказ где архангел одсеца руке овом Јеврејину, противнику хришћана, је чест мотив икона и фресака који приказују овај празник.

## Међудневница
Време између Велике и Мале Госпојине, која се обележава 21. септембра, назива се међудневница, а верује се да је тај период најбољи за брање свих плодова и лековитих трава, па се одлази на изворе који, према народном веровању, имају лековито дејство.

## Календар
По црквеном календару, Нова година почиње 1. септембра по јулијанском календару (по новом то је 13.-14. септембар). Зато је последњи велики празник у години Успење Пресвете Богородице или Велика Госпојина, а први велики празник у црквеној (а некада и световној) Новој години је Мала Госпојина или Рођење Пресвете Богородице. Тако су празници поређани временским редом.

## Веровања и обичаји код Срба
Велики број цркава и манастира српске православне цркве слави овај празник као своју славу.
По целој Србији се одржавају вашари и народни сабори. Један са најдужом традицијом је у Београду, код женског манастира у Раковици. Велика Госпојина је слава градова Пирота и београдске општине Барајево. По обичајном календару на Велику Госпојину се не раде послови у кући и око ње. Жене не би требало да започињу нове послове, већ само да настављају започето.
Почињу и Међугоспојинци, односно Међудневница, дани између Велике и Мале Госпојине, 21. септембра. Сматрају се најбољим временом за брање лековитог биља којим се лече се разне болести.
Верује се да биље и траве убране на Велику Госпојину имају изузетно лековита својства. Беру се боровнице и лековите траве, а верује да се ће оне донети здравље и благостање свима у дому. Сви обичаји за Белику Госпојину везују се за воду и босиљак за који се верује да је божја биљка. Зато, према народном веровању, на Велику Госпојину у јело треба ставити мало босиљка, и послужити га укућанима. Верује се да на тај начин Пресвета Богородица штити од зла. Пресвета Богородица је, према веровању Срба, заштитница болесних, па су за Велику Госпојину у Србији многи болесници одвођени на изворе лековите воде да се умију. Сматра се и да су јаја прикупљена у овом периоду најквалитетнија и дуго остају свежа.